# Hovtamej
Hovtamej (in armeno Հովտամեջ?) è un comune dell'Armenia di 1 396 abitanti (2009) della provincia di Armavir.